# 劉郇膏
劉 郇膏（りゅう しゅんこう、Liú Xúngāo、1818年 - 1866年）は、清の官僚。字は松巌。河南省太康県出身。
道光27年（1847年）に進士となり、江蘇省で知県を歴任する。咸豊3年（1853年）、太平天国軍によって南京・揚州・鎮江が陥落すると、小刀会の劉麗川も蜂起して、上海を占領して、周辺の川沙・南匯・嘉定・宝山・青浦の各県を陥落させた。劉郇膏は江蘇巡撫ジルハンガ（吉爾杭阿）の命で郷勇300人を率いて、嘉定を奪回した。
咸豊8年（1858年）より上海知県となった。劉郇膏は公平であったため、漢人・西洋人双方から尊敬された。やがて太平天国軍が蘇州・杭州を陥落させると上海は孤立、太平天国の李秀成が松江を陥落させて上海に迫ったが、団練と郷勇を動員して防衛に成功した。咸豊元年（1861年）にも太平天国軍は浦東を落として上海を目指したが、再び撃退した。この功績で江蘇按察使、次いで江蘇布政使に任命された。
李鴻章が江蘇巡撫に就任すると淮軍の軍務を統括した。同治4年（1865年）に李鴻章の後任の江蘇巡撫に任命されたが、母の死により辞職、同治5年（1866年）に故郷で死去。